# لیگ برتر فوتبال ارمنستان ۱۹۹۹
=
لیگ برتر فوتبال ارمنستان ۱۹۹۹ (انگلیسی: 1999 Armenian Premier League) مین فصل از زمان تأسیس آن در سال ۱۹۹۲ بود.

## جدول لیگ
| مقام | تیم              | P  | W  | D | L  | F  | A   | GD  | Pts |
| ---- | ---------------- | -- | -- | - | -- | -- | --- | --- | --- |
| 1    | شیراک            | ۳۲ | ۲۳ | ۴ | ۵  | ۹۳ | ۲۹  | +۶۴ | ۷۳  |
| 2    | آرارات ایروان    | ۳۲ | ۲۲ | ۶ | ۴  | ۶۳ | ۲۱  | +۴۲ | ۷۲  |
| 3    | آراکس آرارات     | ۳۲ | ۲۲ | ۵ | ۵  | ۷۸ | ۱۹  | +۵۹ | ۷۱  |
| 4    | زوارتنوتس-ای‌ای‌ال | ۳۲ | ۱۶ | ۶ | ۱۰ | ۵۰ | ۳۸  | +۱۲ | ۵۴  |
| 5    | ایروان           | ۳۲ | ۱۵ | ۶ | ۱۱ | ۶۰ | ۴۳  | +۱۷ | ۵۱  |
| 6    | اربونی           | ۳۲ | ۱۲ | ۵ | ۱۵ | ۴۱ | ۴۴  | -۳  | ۴۱  |
| 7    | کیلیکیا          | ۳۲ | ۱۰ | ۴ | ۱۸ | ۵۷ | ۵۵  | -۲  | ۳۴  |
| 8    | دوین آرتاشات     | ۳۲ | ۲  | ۲ | ۲۸ | ۲۰ | ۱۱۶ | -۹۶ | ۸   |
| 9    | آراگاتس          | ۳۲ | ۲  | ۲ | ۲۸ | ۲۳ | ۱۲۰ | -۹۷ | ۸   |
| 10   | لرناین آرتساخ    | X  | X  | X | X  | X  | X   | X   | X   |

|  | قهرمانی.                                       |
|  | مجبور به بازی پلی‌اف صعود/سقوط شد.              |
|  | به لیگ دسته اول فوتبال ارمنستان ۲۰۰۰ سقوط کرد. |
|  | در طی فصل به واسطه مشکلات مالی خارج شد.        |
|  | کناره‌گیری پیش از آغاز فصل.                     |

Pld = بازی‌های انجام‌داده؛ W = بازی‌های برده؛ D = بازی‌های تساوی‌کرده؛ L = بازی‌های باخته؛ GF = گل‌های زده؛ GA = گل‌های خورده؛ GD = تفاضل گل؛ Pts = امتیازات

## گلزنان برتر
|   |          | بازیکن           | تیم              | گل‌ها |
| - | -------- | ---------------- | ---------------- | ---- |
| ۱ | ارمنستان | شیراک ساریکیان   | آراکس آرارات     | ۲۱   |
| ۲ | ارمنستان | آرمان کارامیان   | کیلیکیا          | ۲۰   |
| ۳ | ارمنستان | آرائیک آدامیان   | شیراک            | ۱۶   |
|   | ارمنستان | مهر آوانسیان     | زوارتنوتس-ای‌ای‌ال | ۱۶   |
|   | ارمنستان | کولیا یپرانوسیان | شیراک            | ۱۶   |